# 穂岐山波雄
穂岐山 波雄（ほきやま なみお、1891年〈明治24年〉 - 1935年〈昭和10年〉2月）は、日本の武道師範。無双直伝英信流居合術第18代宗家。帝国陸軍中尉。

## 来歴
1891年(明治24年)、高知県長岡郡(現・高知市)に生まれる。先祖は旧長宗我部氏の家臣。
居合は無双直伝英信流第17代宗家・大江正路子敬に師事しこれを修行した。軍隊での階級は帝国陸軍中尉。
1921年(大正10年)、無双直伝英信流居合術第17代宗家・大江正路子敬より第18代を継承する。
1927年(昭和2年)、大阪の河野稔に招聘され、初めて大阪で真剣居合道を指導。後に第20代宗家となる河野百錬稔が入門。
1933年(昭和8年)、坂上隆祥が入門。 
1935年(昭和10年)2月死去。享年45歳。
1941年(昭和16年)10月26日、「穂岐山波雄先生霊慰祭」が挙行され、居合の演武が奉納される。

## 補註
1. 1 2 3 4 5 6 7 8  『居合道真諦』河野百錬著、私家版、1950年(昭和25年)
2. ↑  “『板垣精神 -明治維新百五十年・板垣退助先生薨去百回忌記念-』”.  一般社団法人 板垣退助先生顕彰会 (2019年2月11日). 2020年9月1日閲覧。